# 第二次諾維戰役
|  |

第二次諾維戰役（或稱波斯科戰役）發生於1799年10月24日的諾維利古雷（位於義大利亞歷山德里亞南方），屬第二次反法同盟戰爭。當時法國共和兵團在師級將領洛朗·德·古維翁·聖西爾率領下，迎戰奧地利陸軍元帥中尉安德烈亞斯·卡拉扎伊率領一個師。

## 概述
法軍先前連串失利，在1799年8月15日的第一次諾維戰役中達到高峰，導致法軍只能固守熱那亞、庫內奧及利古里亞阿爾卑斯山頂等地。面對奧軍對熱那亞的威脅，聖西爾強行向北穿過諾維，並向在博斯科馬倫戈駐防的卡拉扎伊師發起進攻以做回應。戰役打響後數小時內，奧軍依靠其具優勢之騎兵和砲兵進行了頑強抵抗。到當天結束之時，法軍及其波蘭盟軍在這場第二次反法同盟戰爭的戰役中擊潰了奧軍。此外，讓-艾蒂安·瓦希耶·尚皮奧內則率領義大利軍團主力軍，在本場戰役更西方處，與米夏埃爾·馮·梅拉斯的奧軍在11月4日的傑諾拉戰役中交戰。